# 阿尔古希略
阿尔古希略，是西班牙卡斯蒂利亚-莱昂萨莫拉省的一个市镇。 总面积23平方公里，总人口383人（2001年），人口密度17人/平方公里。